# Robin (Schiff)
Der Frachtdampfer Robin ist ein Museumsschiff der britischen Core Collection of the National Historic Ships Register.

## Geschichte
Gebaut wurde das Schiff 1890 als Robin bei der Werft Thames Ironworks and Shipbuilding and Engineering Company in Blackwall, London. Nach dem Stapellauf am 16. September 1890 schleppte man den Kasko nach Schottland, wo er bei Gourlay  Brothers in Dundee mit Kesseln und Dampfmaschine ausgerüstet wurde. Am 20. Dezember 1890 wurde das fertiggestellte Schiff in Fahrt gesetzt und verkehrte in der Folgezeit überwiegend auf küstennahen Routen um die britischen Inseln, unternahm aber auch vereinzelte Reisen zum Kontinent.
Im Jahr 1892 wurde die Robin erstmals verkauft, der Reeder Andrew Forrester Blackwater aus Glasgow setzte das Schiff bis zum Jahr 1900 in der Massengutfahrt um Großbritannien und zu Kontinentalhäfen ein.
Zur Jahrhundertwende erwarb die Reederei Blanco Hermanos y Cia aus Bilbao den Küstendampfer, taufte ihn in Maria um und setzt ihn bis 1913 ein. Von 1913 bis 1965 fuhr die Maria für die Reederei Hijos de Angel Perez y Cia aus Santander. Den letzten Teil ihrer aktiven Karriere verbrachte die Maria nach einigen Umbauten von 1965 bis 1974 als Kohlenbunkerschiff in Diensten der Reederei Eduardo de la Sota Poveda aus Bilbao.
1972 wurde der Maritime Trust erstmals auf die Maria aufmerksam und im Mai 1974, kurz bevor es verschrottet werden sollte, erwarb er das erhaltenswerte Schiff. Im Monat darauf traf das Schiff aus eigener Kraft in den Londoner St. Katharine Docks ein, wo es seinen ersten Namen Robin zurückerhielt und nach einer Restaurierung in den Jahren 1974 und 1975 für lange Jahre seinen ständigen Liegeplatz fand. Nach einem Umzug in die West India Docks wurde das Schiff in den Jahren 2008 bis 2010 in Lowestoft grundlegend erneuert, bevor es 2011 zu seinem jetzigen Ausstellungsliegeplatz, den Royal Docks in Newham verholt wurde.

## Technik
Angetrieben wurde das Schiff von einer Dreizylinder-Dreifachexpansions-Kolbendampfmaschine mit 45 kW Leistung. Zur Dampferzeugung stand ein konventionell von Hand beschickter kohlebefeuerter Kessel zur Verfügung. 
Der Rumpf ist genietet. Auch die aufwändige Rumpfüberholung der Jahre 2008 bis 2010 fand soweit möglich in dieser althergebrachten Technik statt.
Die beiden Laderäume werden mit herkömmlichen Scherstöcken, hölzernen Lukendeckeln und Persenningen seefest verschlossen. Das Ladegeschirr bestand aus Ladebäumen.